# الكريبتوكرومات

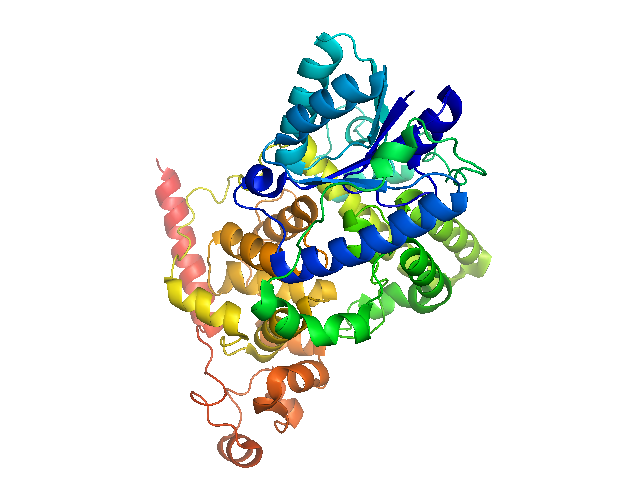

الكريبتوكرومات فلافوبروتينات، وهي بروتينات منتشرة في كل مكان، وتشارك بنحو خاص في النظام اليومي للنباتات والحيوانات، وفي اكتشاف المجال المغناطيسي عند بعض الأنواع الحية.